# Университет Чулалонгкорна
Университет Чулалонгкорна (тайск. จุฬาลงกรณ์มหาวิทยาลัย) — публичный автономный исследовательский университет в Бангкоке (Таиланд) . Учебное заведение было основано указом короля Чулалонгкорна как Школа королевских пажей в 1902 году и располагалось в Большом дворце. В 1917 году получило статус национального университета, став старейшим заведением высшего образования в Таиланде.
В период правления сына короля Чулалонгкорна, короля Вачиравуда, Школа королевских пажей стала Колледжем гражданской службы Чулалонгкорна. Важную роль в становлении заведения играл Фонд Рокфеллера. 26 марта 1917 года король Вачиравуд переименовал  колледж в Университет Чулалонгкорна.
Университет Чулалонгкорна ведёт обширную образовательную и исследовательскую деятельность. Он признан лучшим университетом Таиланда по многим показателям, включая показатели непосредственно университета, его выпускников, проводимых исследований, определённых направлений работы, репутацию, экологические показатели. По данным QS world university ranking в 2017 университет Чулалонгкорна занимал 245-е место в мире, 45-е в Азии, 1-е в Таиланде и находился на 201-250 месте в мире в рейтинге трудоустройства выпускников. На первое место в Таиланде университет ставят и другие организации: Center for World University Rankings, Round University Ranking, Академический рейтинг университетов мира.
Университет Чулалонгкорна — один из национальных исследовательских университетов Таиланда, его контролируют Управление национальных стандартов образования и оценки качества Таиланда. Университет является единственным таиландским университетом, входящим в Ассоциацию тихоокеанских университетов (APRU).
Конкурс на поступление в университет весьма высок, и кандидаты должны иметь высокие вступительные баллы.

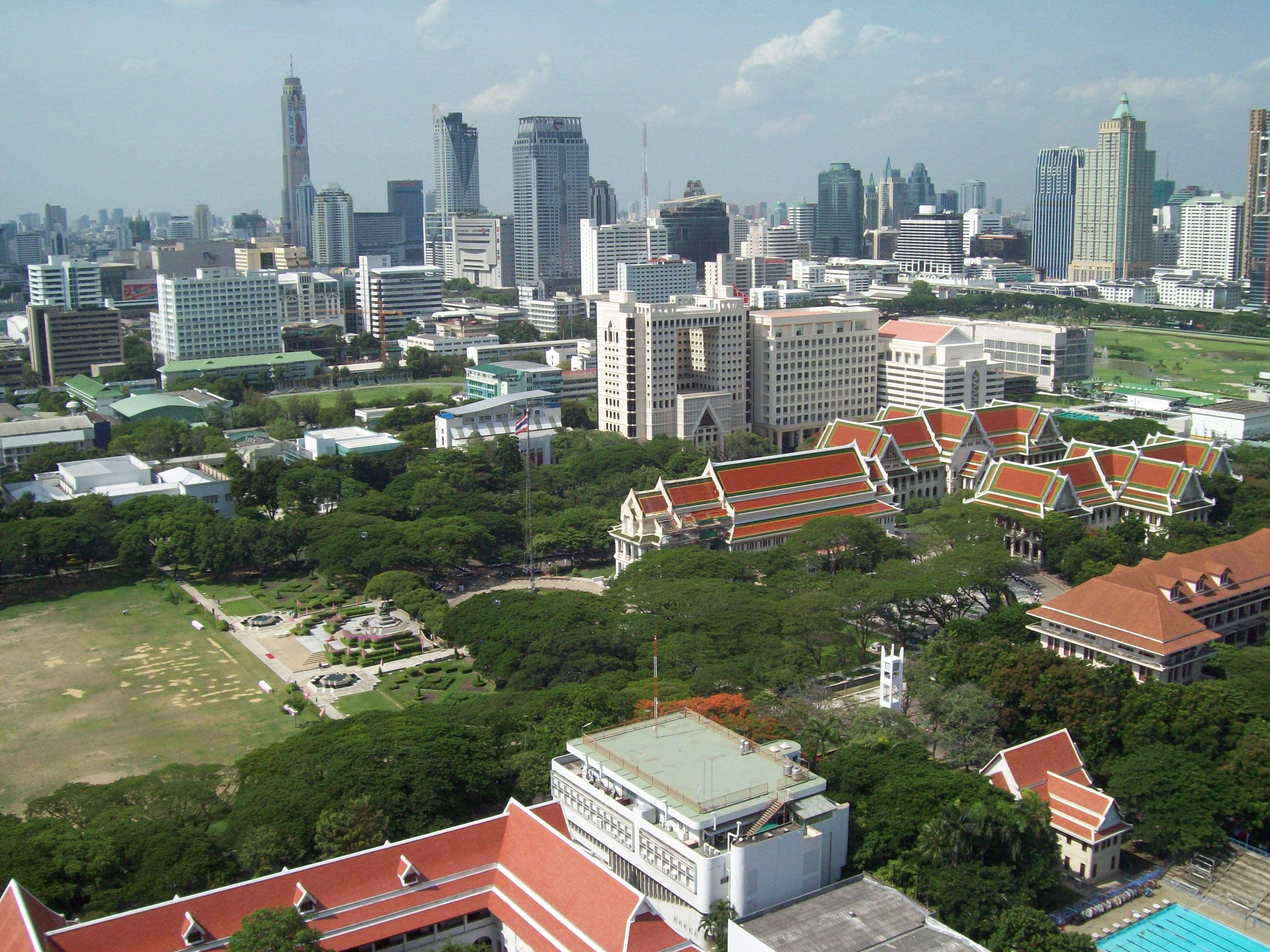
Университет Чулалонгкорна с высоты птичьего полёта

Университет состоит из девятнадцати факультетов, Школа сельского хозяйства, трёх колледжей, десяти институтов и двух школ. Кампус занимает огромную территорию в центре Бангкока. Дипломы выпускникам традиционно вручает король Таиланда — эту традицию, заложил Прачадипок (Рама VII).

## История

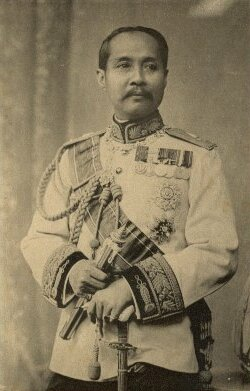
Университет назван в честь короля Чулалонгкорна

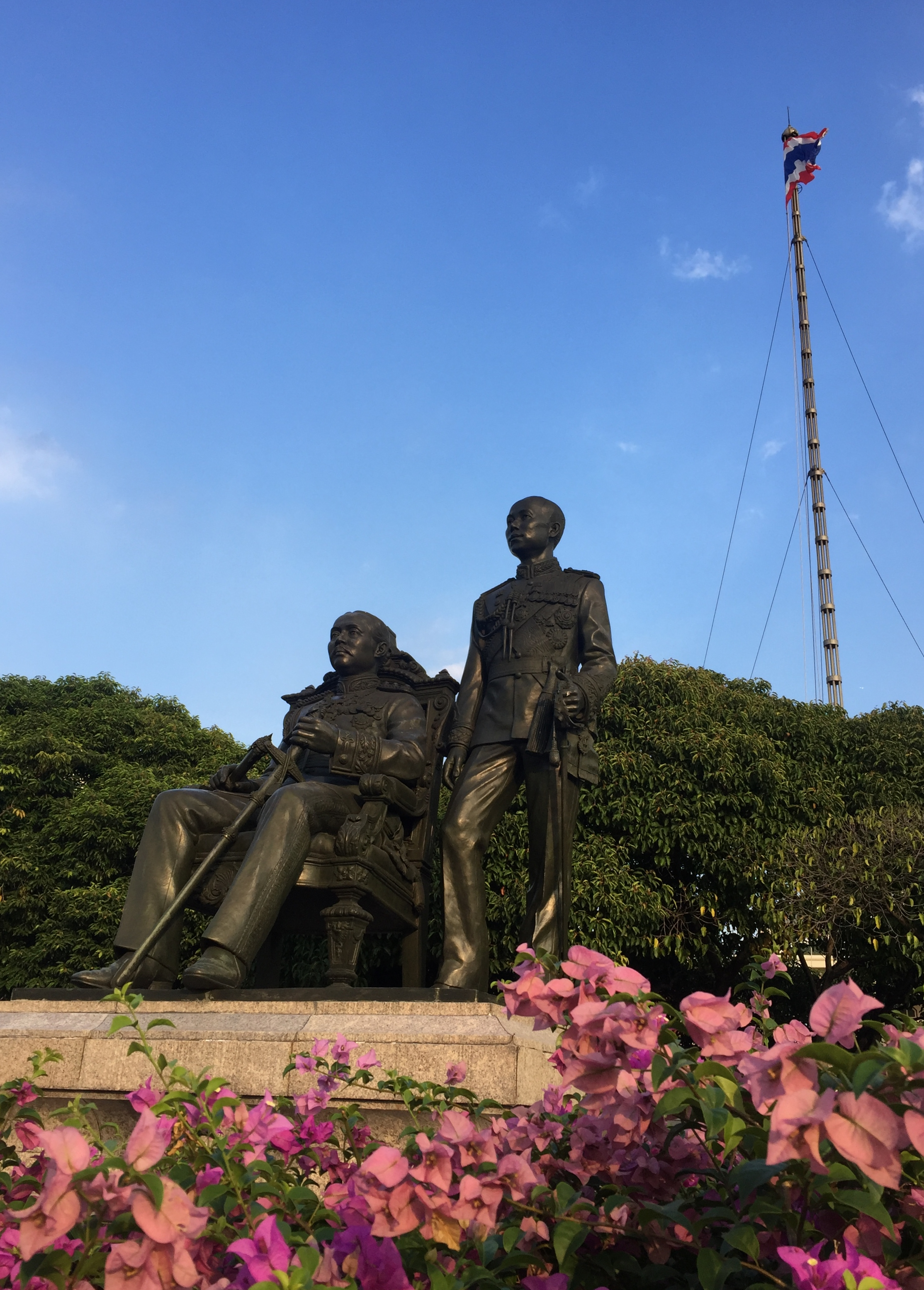
Памятник королям Чулалонгкорну и Вачиравуду

Потребность в государственных служащих, специализирующихся в различных областях управления государством, возникла в Сиаме в конце XIX века в результате бюрократических реформ короля Чулалонгкорна, который взял курс на преобразование феодального тайского общества в современное государство. В 1899 году король основал Школу гражданской службы, размещённую недалеко от северных ворот королевского дворца. Те, кто окончил школу, становились королевскими пажами. Пажи учились науке управления, работая в тесном контакте с королем, что являлось традиционным способом вхождения в сиамскую бюрократию. После этого королевские пажи направлялись на службу в Министерство внутренних дел или другие государственные учреждения.
1 апреля 1902 король решил переименовать школу, чтобы повысить статус её учеников и выпускников. Было принято название Школа королевских пажей (тайск. โรงเรียนมหาดเล็ก). 1 января 1911 новый король Вачиравуд вновь переименовал в школу в Колледж гражданской службы Чулалонгкорна (тайск. โรงเรียนข้าราชการพลเรือนของพระบาทสมเด็จพระจุลจอมเกล้าเจ้าอยู่หัว) в память об отце и перевёл её в Виндзорский дворец (тайск. วังวินด์เซอร์ หรือวังใหม่) в районе Патхумван.
Потребность в образовании из-за модернизации государства выросла по всей стране, поэтому Вачиравуд использовал остатки средств, собранных на конную статую Чулалонгкорна и, добавив к ним свой вклад, финансировал строительство вокруг колледжа новых знаний, образовавших университетский кампус. В них разместились 5 школ, обучавших по 8 специальностям:
- Школа международных отношений в Королевском дворце;
- Школа подготовки учителей в Баан Сомдет Чао Пхрайя;
- Королевский медицинский колледж при больнице Сирирач;
- Юридическая школа;
- Школа механики в Виндзорском дворце.

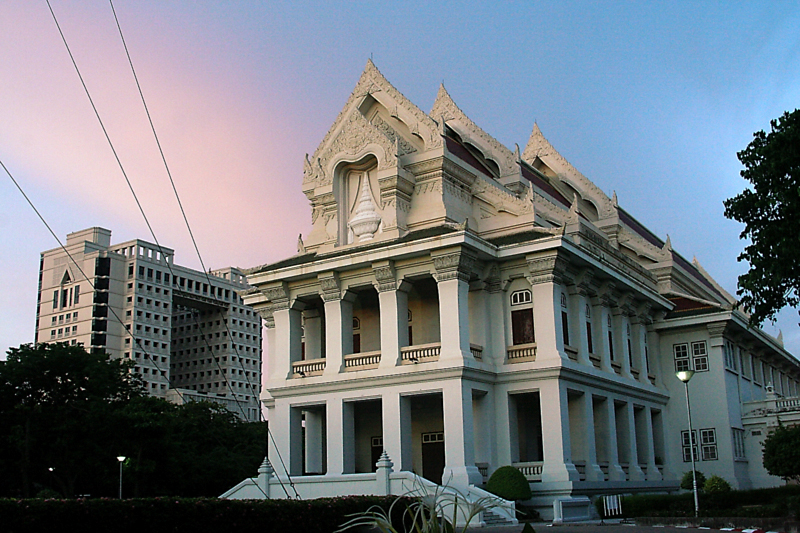
Главный корпус университета Чулалонгкорна

Затем король Рама VI осознал, что образование должно предоставляться не только государственным служащим, но всему народу. 26 марта 1917 года колледж был преобразован в Университет Чулалонгкорна (тайск. จุฬาลงกรณ์มหาวิทยาลัย), а школы стали его четырьмя факультетами: факультетом искусств и наук, факультетом государственного управления, инженерным факультетом и медицинским факультетом.
Первоначально университет выдавал своим выпускникам аттестаты, затем началась подготовка по введению системы учёных степеней. Работу медицинского факультета реорганизовал Фонд Рокфеллера, и в 1923 году этот факультет стал первым факультетом, принимавшим студентов с законченным средним образованием. Вскоре на новую систему образования перешли и остальные факультеты. После Сиамской революции пришедшая к власти группировка хотела вывести юридические и политические науки из-под влияния роялистов, поэтому юридический факультет был переведён во вновь образованный Университете Таммасат.
В 1938 году была создана подготовительная школа, дававшая предуниверситетское образование. Те, кому удавалось поступить в университет, должны были два года провести в подготовительной школе, прежде чем продолжить обучение на факультете искусств и наук. Однако в 1947 году школа стала самостоятельным заведением — Школой Триам Удом Сукса. Вместо неё впоследствии была создана Показательная школа Университета Чулалонгкорна как лаборатория для начальной и средней школы педагогического факультета.

## Символы

### Пхра Кио

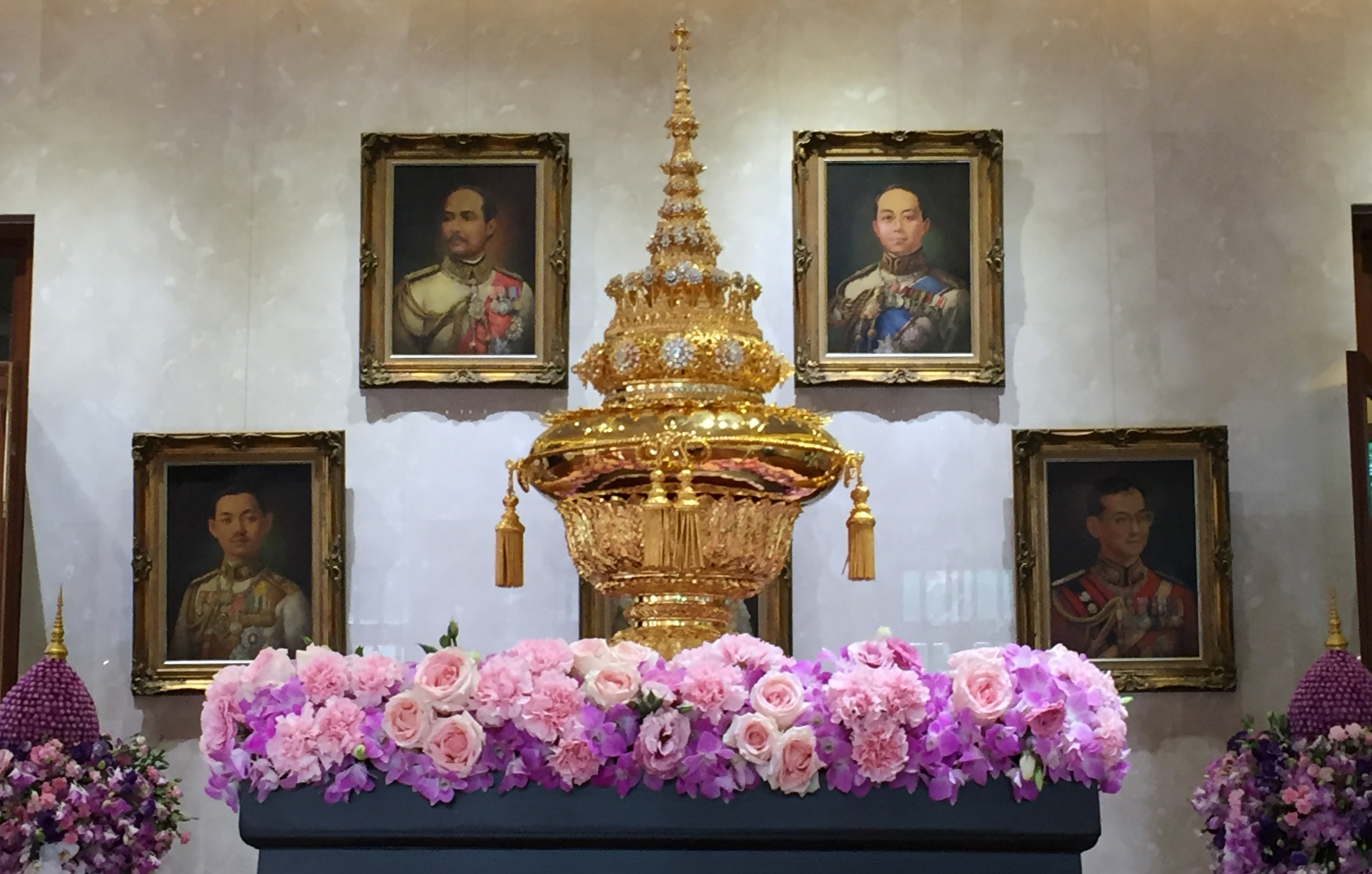
Макет Пхра Кио в университетском музее

С момента создания Школы королевских пажей эмблемой университета по разрешению короля стал его личная эмблема — Пхра Кио, тайская корона, имеющая характерную полость для волос. После преобразования в университет, король оставил за ним право на использование этой эмблемы. В настоящее время она используется на официальных бланках, стенограммах, сувенирах и студенческой униформе.

### Студенческая униформа
Студенты во время посещения университета во время занятий и по другим вопросах, а также на экзаменах, обязаны носить униформу. Для аспирантов действует дресс-код.
Первоначально униформа была создана по подобию одежды, которую носили наследники Чулалонгкорна. Позже появился новый, более современный вариант, но оригинальная униформа осталась в качестве церемониальной: её обычно носят старосты групп и выпускники-бакалавры.
Обычной униформой студентов бакалавриата в настоящее время являются простая белая рубашка с длинными или короткими рукавами и черные (или темно-синие) брюки. Темно-синий галстук с цветным изображением Пхра Кио должны носить первокурсники, в дальнейшем он необязателен. Тем не менее, на некоторых факультетах студенты старших курсов носят чёрные галстуки с заколкой в виде серебряной Пхра Кио. Студентки обязаны носить блузу с короткими рукавами и складкой вдоль позвоночника. Пуговицы блузы должны быть изготовлены из металла, слева на груди прикреплена эмблема университета. Обязательны плиссированная юбка тёмно-синего или чёрного цвета, чёрные, белые или коричневые туфли с закрытыми пятками. У студенток первого курса должна быть белая кожаная обувь. Униформа Университета Чулалонгкорна является образцом для одежды студентов других таиландских вузов.

### Саман

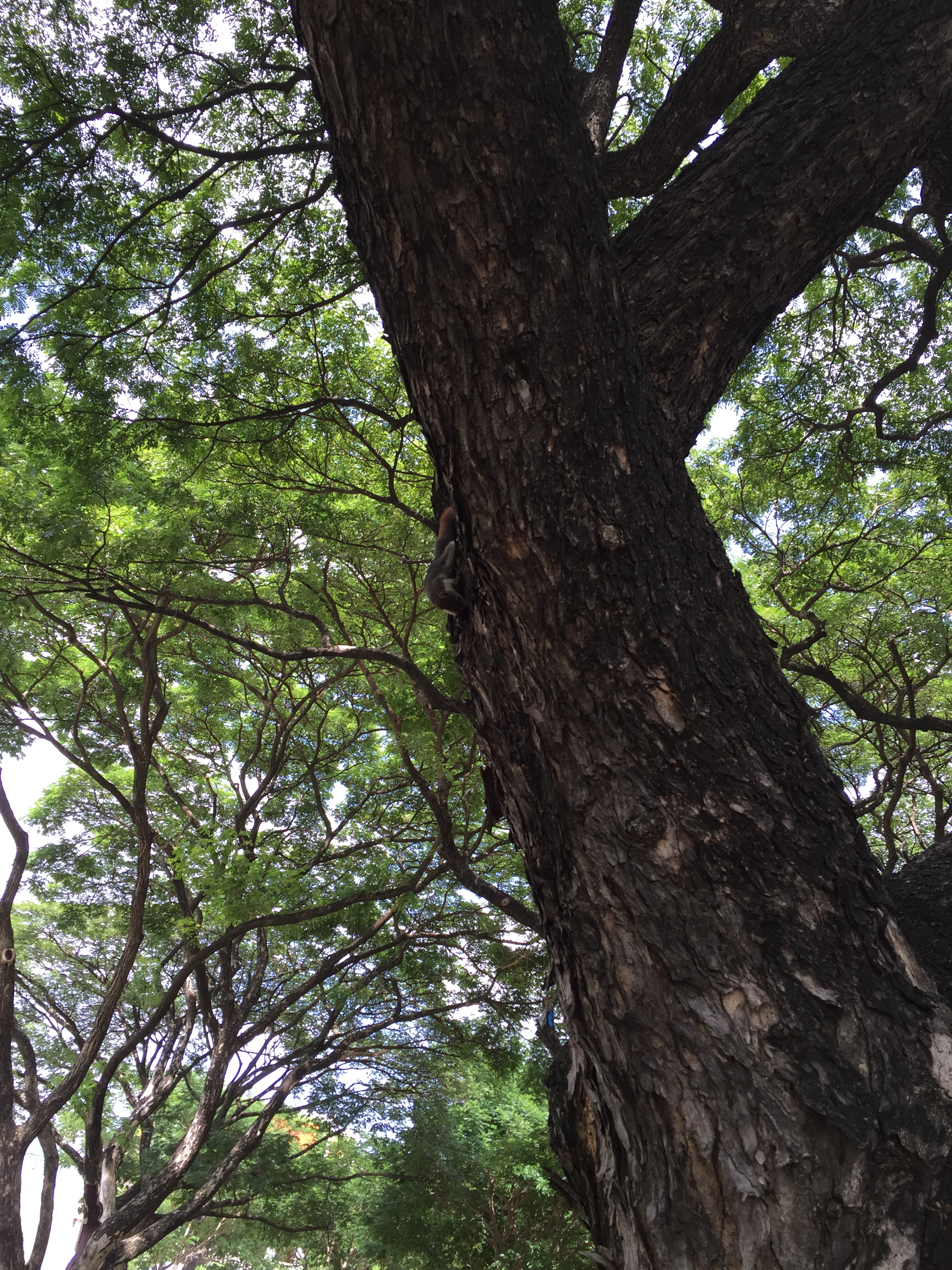
Саман перед корпусом университета

Саман часто встречается в университетском кампусе и является одним из символов университета. Свежие зеленые листья в начале семестра символизируют свежесть впечатлений первокурсников. Насыщенные влагой плоды и листья создают под деревом скользкую грязь, что напоминает студентам о близости экзаменов. Существует поверье, что если студент идёт осторожно, не скользит — он сдаст экзамен, а если торопится и падает — не сдаст.
В период с 1937 по 1957 год многие деревья были вырублены, чтобы расчистить место для строительства новых зданий и повышения чистоты кампуса. Король Пхумипон Адульядет обратил внимание на резкое уменьшение количества саманов и 15 января 1962 года лично высадил пять новых деревьев, привезённых из провинции Прачуапкхирикхан, перед главным корпусом университета, сказав «Итак, я дарую эти пять деревьев как вечный памятник» (тайск. จึงขอฝากต้นไม้ไว้ห้าต้นให้เป็นเครื่องเตือนใจตลอดกาล).

## Структура университета

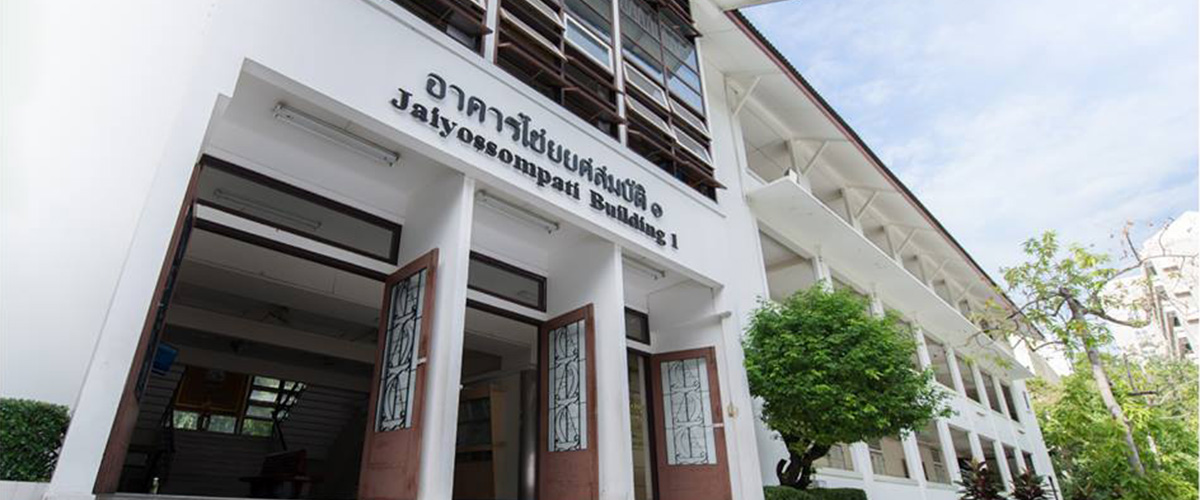
Бизнес-школа Чулалонгкорна

В состав Университета Чулалонгкорна входят 19 факультетов, 3 колледжа, 1 школа и несколько институтов, которые функционируют в качестве образовательных и исследовательских подразделений.

### Медицинские науки
- Факультет вспомогательных дисциплин
- Стоматологический факультет
- Медицинский факультет
- Факультет сестринского дела
- Фармацевтический факультет
- Факультет психологии
- Факультет спортивных наук
- Ветеринарный факультет

### Наука и техника
- Факультет архитектуры
- Инженерный факультет
- Факультет естественных наук
- Сельскохозяйственная школа

### Общественные и гуманитарные науки
- Бизнес-школа Чулалонгкорна
- Факультет искусств (языки и литература).
- Факультет коммуникативных искусств
- Экономический факультет
- Педагогический факультет
- Факультет изобразительного и декоративно-прикладного искусства
- Юридический факультет
- Факультет политологии

### Междисциплинарные науки
- Школа интегрированных инноваций

### Аспирантура
- Колледж по изучению проблем народонаселения
- Колледжа общественного здравоохранения
- Аспирантура
- Институт языков
- Нефтяной и нефтехимический колледж
- Институт делового администрирования

### Научно-исследовательские институты
- Научно-исследовательский институт водных ресурсов
- Научно-исследовательский институт энергетики
- Научно-исследовательский институт окружающей среды
- Институт азиатских исследований
- Институт биотехнологии и генной инженерии
- Научно-исследовательский институт металлургии и материаловедения
- Институт социальных исследований
- Институт транспорта

### Ассоциированные институты
- Полицейский колледж медсестёр
- Колледж медсестер Красного Креста

## Почетные звания
Университет присвоил почетные звания нескольким главам государств и другим международным деятелям, включая двух президентов США:
- Линдон Б. Джонсон — 29 Октября, 1966[22]
- Билл Клинтон — 26 Ноября 1996[23]
- Нельсон Мандела — 17 Июля, 1997[24]

## Традиции
Среди студенческих традиций Университета Чулалонгкорна:
- Ежегодный футбольный матч между университетом Чулалонгкорна и Университетом Таммасат. Проводится в январе на стадионе Супхачаласай с 1934 года.
- Лойкратхонг: ежегодный фестиваль в ночь полнолуния, которое, как правило, падает на первый день полнолуния в ноябре. Основная часть празднования — запуск в университетский пруд плотиков со свечами.
- Академическая выставка: проводящаяся раз в три года выставка работ студентов и преподавателей университета. Считается одной из важнейших научных ярмарок Таиланда.